# JP Morgan World Headquarters
JP Morgan World Headquarters, auch unter dem Namen seiner Adresse 270 Park Avenue bekannt, war ein Wolkenkratzer in der US-amerikanischen Millionenmetropole New York City.

## Geschichte
Auf dem Grundstück des zuvor abgerissenen luxuriösen Apartmenthauses „Marguery Hotel“, das 1917 errichtet worden war, wurde das Hochhaus im Jahr 1960 nach einer Bauzeit von zwei Jahren fertiggestellt. Das Gebäude wies eine Höhe von 215 Metern auf. Alle der 52 Stockwerke des Gebäudes wurden ausschließlich für Büroräume in Anspruch genommen. Das bekannte US-amerikanische Architekturbüro Skidmore, Owings and Merrill (kurz auch SOM) entwarf den Büroturm in Midtown Manhattan. Zu Anfang wurde das Gebäude für Union Carbide unter dem Namen Union Carbide Building geplant und errichtet. Später ging es in den Besitz der Manufacturers Hanover Corporation und der Chemical Bank über. Zuletzt diente das Gebäude als Sitz der JPMorgan Chase & Co. Bank, des Nachfolgeunternehmens der Chemical Bank, und wurde auch nach dieser benannt.
Vor Beginn des Abbruchs im Jahr 2019 war das Gebäude das 61-höchste der Stadt. Obwohl es erst 2012 einer umfangreichen Sanierung und Modernisierung unterzogen wurde, gab JP Morgan im Oktober 2018 bekannt, dass es das Haus abreißen und durch einen 150 Meter höheren Neubau nach Plänen des britischen Architekturbüros Foster + Partners ersetzen würde. Die Abrissarbeiten wurden Mitte 2021 vollendet, gleichzeitig begann die Errichtung des Nachfolgebaus 270 Park Avenue. Damit ist JP Morgan World Headquarters der höchste abgebrochene Wolkenkratzer der Welt.

## Galerie

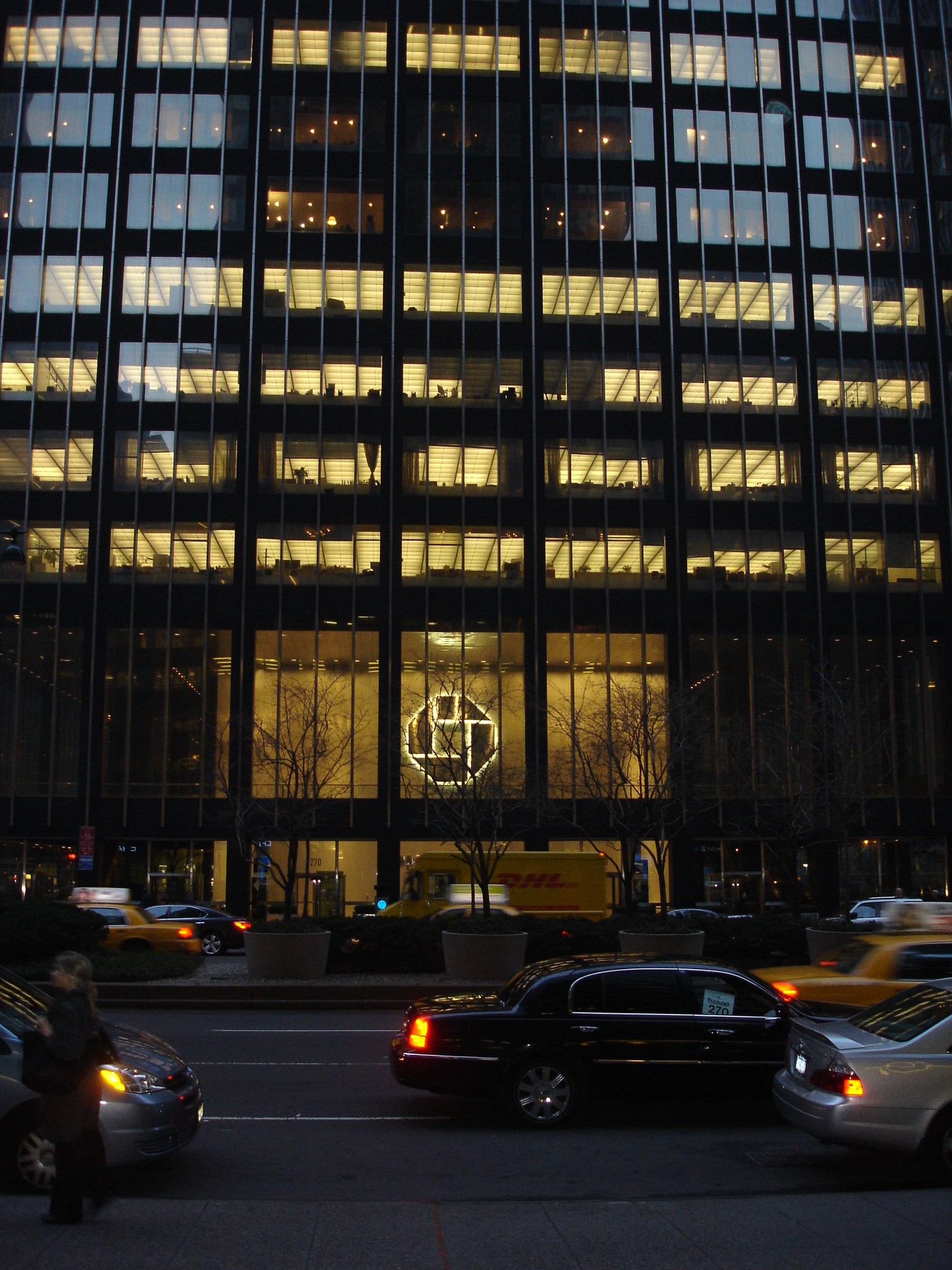
Der Eingangsbereich
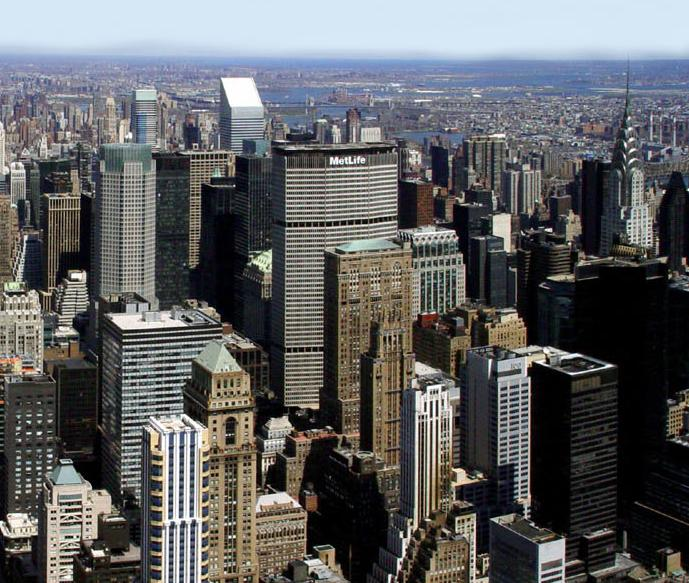
Das 270 Park Avenue im Stadtkontext zwischen dem 383 Madison Avenue und dem MetLife Building in der linken Bildhälfte
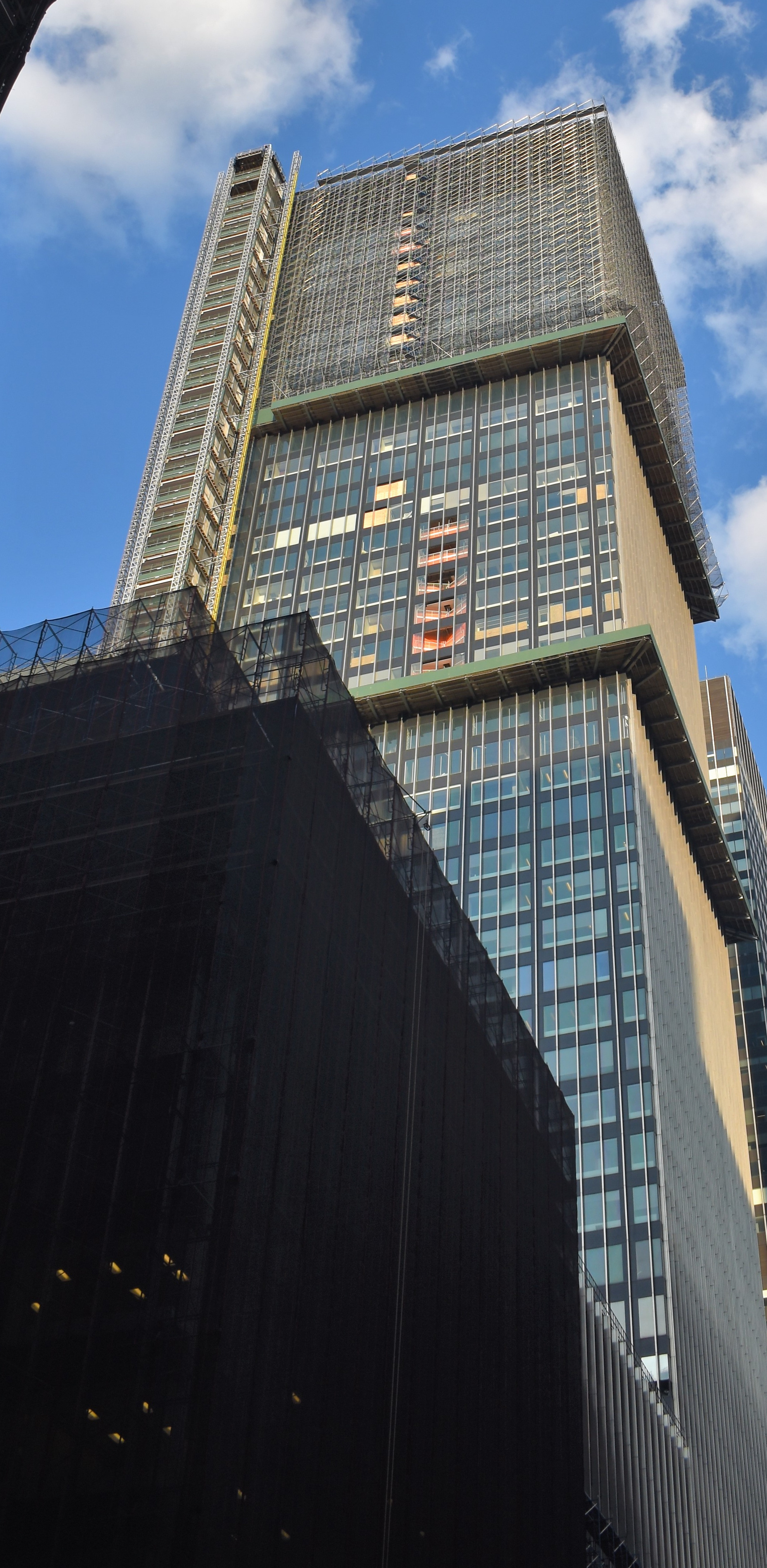
Die Abrissarbeiten am Gebäude im Juli 2019 …
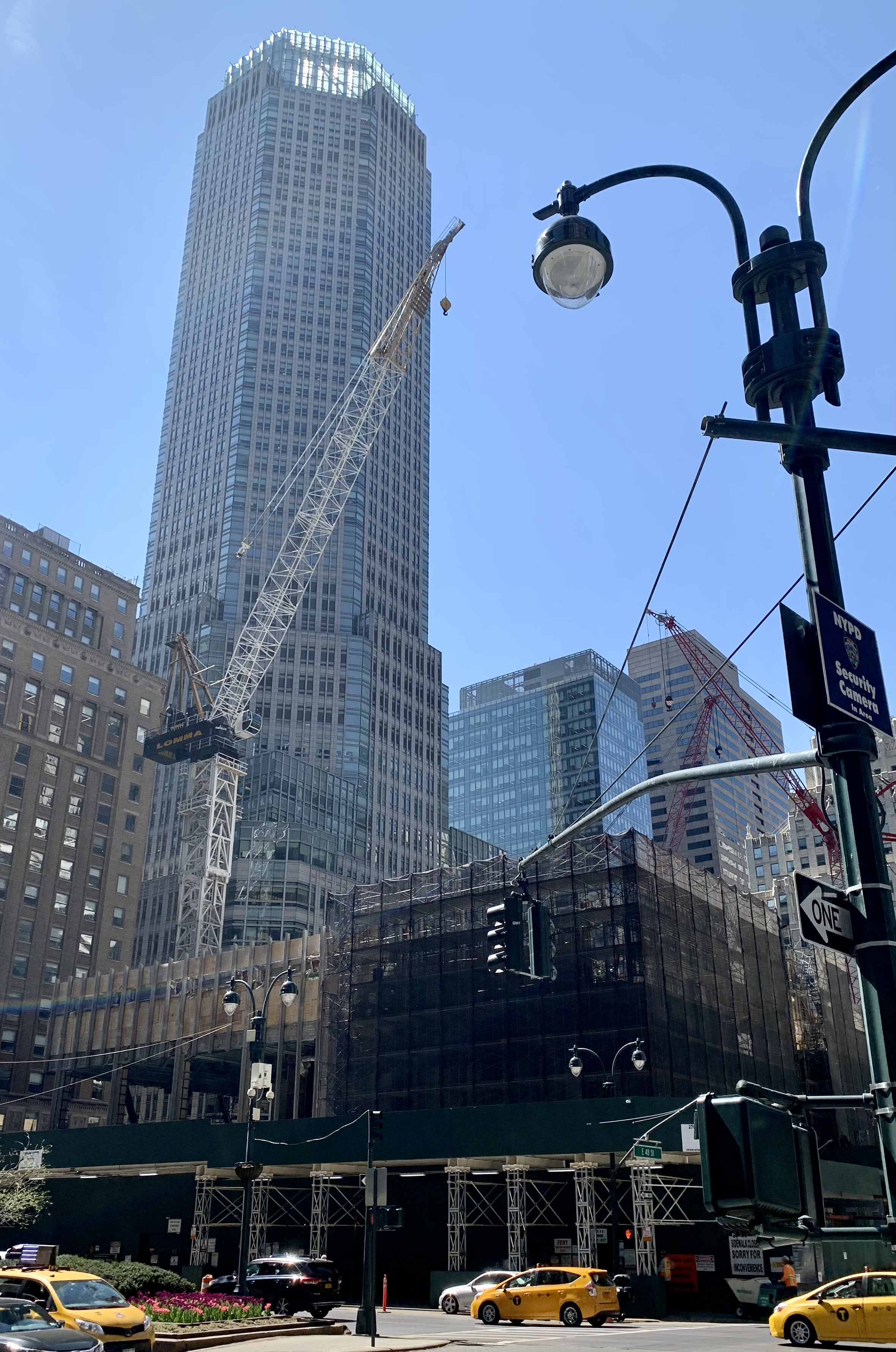
… und im April 2021